# Jeremy Sinden
Jeremy Sinden (* 14. Juni 1950 in London; † 29. Mai 1996 ebenda) war ein britischer Schauspieler.

## Leben
Jeremy Sinden war der Sohn des Schauspielers Sir Donald Sinden und dessen Frau Diana Mahoney. Sein jüngerer Bruder Treber wurde ebenfalls Schauspieler. Sinden studierte an der London Academy of Music and Dramatic Art und arbeitete 1969 als stage manager (Bühnenmanager) am Pitlocking Festival Theatre in Schottland. Von 1970 bis 1972 war er mit der Royal Shakespeare Company auf Tournee. Sein Bühnendebüt hatte Sinden am Londoner Mermaid Theatre, wo er in R. C. Sherriffs Theaterstück Journey’s End (Die andere Seite) auftrat. Weitere Rollen auf der Bühne hatte er in Othello, Cyrano de Bergerac oder An Ideal Husband. Seine letzte Bühnenrolle war die des Toad in Alan Bennetts Adaption des Kinderbuchklassikers Wind in the Willows am Londoner West End.
1977 hatte Sinden seinen ersten Kinoauftritt mit einer kleinen Nebenrolle als Goldgeschwaderpilot Tiree in dem Welterfolg Krieg der Sterne. Obgleich er immer wieder zum Theater zurückkehrte, war er von den späten 1970er-Jahren bis zu seinem Tod stetig in Filmen und Fernsehserien zu sehen. Einen Namen machte sich der korpulente Charakterdarsteller im Besonderen als Darsteller von großspurigen und oberflächlichen, gelegentlich auch schurkenhaften Charakteren aus der britischen Oberschicht. Dabei konnte er auch komische Figuren mit großer Ernsthaftigkeit spielen. Zu seinen Fernsehrollen zählten der einfältige Oxford-Student Mulcaster im berühmten-Fernsehmehrteiler Wiedersehen mit Brideshead (1981), der britische Offizier Ronald Brockman in Lord Mountbatten: The Last Viceroy (1986) und Captain Lydgate in der George-Eliot-Literaturverfilmung Middlemarch (1994). Sinden wirkte auch als Sprecher für mehrere Hörbücher.
1977 heiratete er Delia Lindsay, mit der er Vater zweier Töchter wurde. Er starb 1996 im Alter von 45 Jahren in London an Lungenkrebs.

## Filmografie (Auswahl)
- 1976: Die Füchse (The Sweeney, Fernsehserie, Folge 3x07)
- 1976: Der Experte (Fernsehserie, 8 Folgen)
- 1976–1978: Crossroads (Fernsehserie, 21 Folgen)
- 1977: Krieg der Sterne (Star Wars: Episode IV – A New Hope)
- 1978: Rosie Dixon – Night Nurse
- 1979: Danger UXB (Fernsehserie, 10 Folgen)
- 1981: Die Stunde des Siegers (Chariots of Fire)
- 1981: Wiedersehen mit Brideshead (Brideshead Revisited, Miniserie, 4 Folgen)
- 1983: Im Schatten der Erinnerung (Ascendancy)
- 1984: Palast der Winde (Far Pavilions, Miniserie, 2 Folgen)
- 1984–1986: Fairly Secret Army (Fernsehserie, 4 Folgen)
- 1986: Rebell der Wüste (Harem, Fernsehfilm)
- 1986: Lord Mountbatten: The Last Viceroy (Miniserie, 6 Folgen)
- 1986: Robin Hood (Robin of Sherwood, Fernsehserie, Folge 3x04)
- 1987: Jim Bergerac ermittelt (Bergerac, Fernsehserie, Folge 5x01)
- 1987: A Dorothy L. Sayers Mystery (Fernsehserie, 3 Folgen)
- 1987: Auf Wiedersehen in Kairo (Fortunes of War, Miniserie, 2 Folgen)
- 1988: Madame Sousatzka
- 1988–1989: Square Deal (Fernsehserie, 8 Folgen)
- 1991: Object of Beauty (The Object of Beauty)
- 1991: Gib’s ihm, Chris! (Let Him Have It)
- 1992: Trainer (Fernsehserie, 4 Folgen)
- 1993: … und der Himmel steht still (The Innocent)
- 1994: George Eliots Middlemarch (Middlemarch, Miniserie, 3 Folgen)
- 1994: The House of Windsor (Fernsehserie, 6 Folgen)
- 1995: Fünf Freunde (The Famous Five, Fernsehserie, Doppelfolge Fünf Freunde auf Schmugglerjagd)
- 1996: As Time Goes By (Fernsehserie, 2 Folgen)